# Movimento de Intervenção e Cidadania
O Movimento de Intervenção e Cidadania (MIC ou M!C) foi criado com base nos princípios que estiveram na base da candidatura de Manuel Alegre à Presidencia da República Portuguesa em Janeiro de 2006, em que recolheu mais de 20% dos votos totais apesar de não ter beneficiado do apoio de nenhum partido político.
O MIC tem o objectivo de contribuir para o desenvolvimento da cidadania e o fortalecimento da sociedade civil portuguesa melhorando assim a qualidade da própria democracia.

## História
A Assembleia Constituinte do MIC foi realizada em 27 de Maio de 2006 apesar de a sua carta de intenções ter sido feita logo no rescaldo das eleições em 18 de Fevereiro de 2006.
No final de 2006 o MIC elegeu pela primeira vez os representantes dos seus vários órgãos tendo neste momento (Março de 2007) acabado de aprovar o primeiro Plano de Actividades e Orçamento estando a desenvolver esforços no sentido de estabelecer núcleos locais por todo o país.